# هاري برانون
هاري برانون (بالإنجليزية: Harry Brannon)‏ هو مغن مؤلف أمريكي، ولد في 19 يونيو 1920، وتوفي في 29 ديسمبر 1991 بسبب مرض آلزهايمر.